# Baleta Mukoko
Baleta Marpha Mukoko, née le 6 janvier 1992 à Ivry-sur-Seine, est une joueuse franco-camerounaise de basket-ball évoluant au poste d'arrière.

## Carrière
Avec l'Équipe de France féminine de basket-ball des 18 ans et moins, elle est troisième du Championnat d'Europe féminin de basket-ball des 20 ans et moins 2010.
Elle participe au Championnat d'Afrique féminin de basket-ball 2019, l'équipe du Cameroun terminant à la dixième place.
Elle évolue en club à l'AL Aplemont Le Havre.